# Peraxilla
Peraxilla is een geslacht van planten uit de familie Loranthaceae. De soorten uit het geslacht komen voor in Nieuw-Zeeland.

## Soorten
- Peraxilla colensoi (Hook.f.) Tiegh.
- Peraxilla punctata (Tiegh.) Tiegh.
- Peraxilla tetrapetala (L.f.) Tiegh.